# Dipendenza da videogiochi
La dipendenza da videogiochi (gaming disorder) è un uso eccessivo o compulsivo di videogiochi, che interferisce con la vita quotidiana di una persona.
La dipendenza da videogiochi può presentarsi con una compulsione al gioco, l'isolamento sociale, sbalzi d'umore, ideazione diminuita, e iper-focalizzazione sui risultati del gioco, con esclusione di altri eventi nella vita. È classificata come una dipendenza comportamentale.

## Studi
Nel maggio 2013, l'American Psychiatric Association (APA) ha proposto i criteri per la dipendenza da videogiochi nel Manuale diagnostico e statistico dei disturbi mentali, giungendo alla conclusione che non vi erano prove sufficienti per inserirlo come un disturbo mentale ufficiale. Tuttavia, i criteri proposti per l'Internet Gaming Disorder sono incluse nella sezione 3, Conditions for Further Study, cioè nelle condizioni per ulteriori studi. Mentre la dipendenza da Internet si propone come un disturbo, è ancora discusso quanto questo disturbo sia causato dall'attività di gioco stesso o se sia in qualche misura un effetto di altri disturbi. Le contraddizioni nella ricerca che esaminano videogioco-dipendenze possono riflettere incongruenze più generali nel campo della ricerca dei videogiochi: per esempio, mentre alcune studi hanno collegato i videogiochi violenti a una maggiore aggressività altre ricerche non sono riuscite a trovare le prove per tali ipotesi. Tuttavia nel 2018 l'OMS ha incluso nell'ultima edizione del suo manuale diagnostico (ICD-11) la dipendenza da videogiochi (gaming disorder).

## Diagnosi
L'Organizzazione mondiale della sanità nel 2018 ha aggiunto all'ICD (International Classification of Diseases) la dipendenza dai videogiochi nota anche come internet gaming disorder.
Sono stati inoltre proposti nove criteri comportamentali che permettono di individuare la patologia:
1. la preoccupazione, il soggetto è nervoso se non può giocare,
2. l’astinenza,
3. l’assuefazione, cioè l’aumento della quantità di tempo speso a giocare necessario per ottenere la sensazione desiderata,
4. la difficoltà ad interrompere l'attività di gioco,
5. la rinuncia ad altre attività,
6. continuare a giocare nonostante i problemi causati dal gioco,
7. mentire sul tempo trascorso davanti allo schermo,
8. giocare per evitare di affrontare emozioni negative,
9. la perdita delle relazioni interpersonali, opportunità in ambito lavorativo o peggioramento del rendimento scolastico.

La presenza di almeno cinque dei nove criteri nei precedenti dodici mesi rappresenta un campanello d’allarme e indica che il soggetto potrebbe soffrire di dipendenza dai videogiochi.